# Dhodhana
Dhodhana – gaun wikas samiti we wschodniej części Nepalu w strefie Sagarmatha w dystrykcie Siraha. Według nepalskiego spisu powszechnego z 2001 roku liczył on 866 gospodarstw domowych i 4748 mieszkańców (2360 kobiet i 2388 mężczyzn).